# خيسوس ديل نيرو
خيسوس ديل نيرو (بالإسبانية: Jesús del Nero)‏ ولد بتاريخ 16 مارس 1982 في تشينتشون، إسبانيا، هو دراج إسباني في صنف سباق الدراجات على الطريق.

## روابط خارجية
- خيسوس ديل نيرو على موقع الاتحاد الدولي للدراجات (الإنجليزية)
- خيسوس ديل نيرو على موقع أرشيف الدراجات (الإنجليزية)
- خيسوس ديل نيرو على موقع إحصائيات الدراجات الإحترافية (الإنجليزية)
- خيسوس ديل نيرو على موقع نسبة الدراجات (الإنجليزية)
- خيسوس ديل نيرو على موقع CycleBase (الإنجليزية)